# Kolathur, Srinivaspur
Kolathur là một làng thuộc tehsil Srinivaspur, huyện Kolar, bang Karnataka, Ấn Độ.